# Built to Spill
Built to Spill es una banda de indie rock estadounidense formada en Boise en 1992. El grupo es conocido básicamente por sus melodías a base de guitarrazos y por la voz única de su líder Doug Martsch.

## Historia
Doug Martsch formó Built to Spill en 1992 con Brett Netson y Ralf Youtz que completaron la formación inicial del grupo. En una entrevista con la revista Spin, Martsch dijo que su intención era cambiar de formación en cada disco, manteniéndose él mismo como único miembro permanente. Tras su primer disco, Ultimate Alternative Wavers (1993), la idea de cambiar de formación se mantuvo y tanto Netson como Youtz fueron reemplazados por Brett Nelson (no confundir con Netson) y Andy Capps para su segundo disco There's Nothing Wrong With Love en 1994. Sacaron después el recopilatorio The Normal Years, con grabaciones sacadas de los dos tríos en 1996. Tras sacar dichos discos el grupo ganó gran notoriedad al participar en el festival Lollapalooza de 1995. 
Martsch firmó con Built to Spill para el sello de la Warner en 1995. No como les sucede a otros artistas que firman con multinacionales, la Warner le permitió mantener casi todo el control creativo sobre los discos futuros. Built to Spill sacó su primer disco para una multinacional el 1997, Perfect From Now On.  A esas alturas el grupo lo formaban Martsch, Nelson, Netson, y Scott Plouf.  Perfect From Now On tuvo un gran éxito dentro de la crítica especializada y convirtió a Built to Spill en uno de los grupos más importantes y destacados dentro del panorama  indie rock americano. En 1999, el grupo sacó Keep It Like a Secret que mantuvo un gran éxito de crítica y por primera vez éxito comercial. Tras la petición de los fanes en 2000 sacaron su primer disco en directo, Live.  El quinto disco de estudio del grupo, Ancient Melodies of the Future, salió al mercado en  2001.  Martsch además grabó Now You Know, un disco en solitario con elementos de blues y de folk, en 2002.
Muchos fanes temieron que el grupo no sacara más discos tras el Ancient Melodies, ya que no habían vuelto a tocar desde 2003 o dieran señales de actividad, sin embargo en marzo de 2005, Built to Spill se embarcaron en una gira de primavera/verano y confirmaron los rumores de que sacarían un nuevo disco llamado You In Reverse, que vería la luz en abril de 2006. La formación del grupo en este caso sería Martsch, Nelson, Plouf, y Jim Roth con la aportación de Sam Coomes en los teclados del disco.
El grupo anunció una gira para febrero de 2006 para promocionar el You In Reverse.  Aunque en marzo de 2006, el líder Doug Martsch sufrió un derrame de retina que requirió cirugía, y lo que supuso la cancelación de su participación en el festival South by Southwest y el aplazamieto de la gira. El grupo ha cambiado sus fechas para otoño aunque parece que los conciertos en América para junio siguen en pie según lo previsto.
There Is No Enemy es el título del séptimo álbum, puesto a la venta el 6 de octubre de 2009. Fue grabado y mezclado en el estudio casero de Martsch.

## Influencias y comparaciones
Martsch ha citado el estilo de J Mascis, líder de Dinosaur Jr., como principal influencia. El grupo además ha mencionado a Neil Young y a Pavement como influencias.  Se les ha comparado con sus compañeros de generación Modest Mouse y Death Cab for Cutie, más que nada porque las tres bandas han sido vinculadas al movimiento indie conocido como el sonido Northwest.  Por último Built to Spill está vinculado con el grupo de Brett Netson Caustic Resin desde 1995 más que nada por el intercambio de músicos entre ambas. También es notable, sobre todo en sus primeras producciones, la influencia de la banda Pixies.

## Discografía

### LP
- Ultimate Alternative Wavers (C/Z Records 1993)
- There's Nothing Wrong With Love (Up Records 1994)
- Perfect from Now On (Warner Bros. 1997)
- Keep It Like a Secret (Warner Bros. 1999)
- Ancient Melodies of the Future (Warner Bros. 2001)
- You in Reverse (Warner Bros. 2006)
- There Is No Enemy (2009)
- Untethered Moon (2015)
- Built to Spill Plays the Songs of Daniel Johnston (2020)
- When The Wind Forgets Your Name (Sub Pop. 2022)

### Compilaciones y directos
- The Normal Years (K Records 1996)
- Live (Warner Bros. 2000)

### EP
- Built To Spill & Caustic Resin  (Up 1995)